# 上西里西亚大区
上西里西亞大区（德語：Gau Oberschlesien）是納粹德國在1941年至1945年間的一個行政區劃，該行政區位於普魯士西里西亞省的上西里西亞部分。西里西亞大區於1941年1月27日分裂為上西里西亞大区和下西里西亞大区。上西里西亚大区包含德國入侵波蘭後納粹德國吞併的部分領土（這些領土位於西里西亞的最南端，本屬於普魯士王國，一戰後分割給了新成立的波蘭）。